# Kickstarter
Kickstarter är en amerikansk internetplattform som samlar medel till olika projekt med hjälp av gräsrotsfinansiering. Företaget med samma namn har sitt säte i Greenpoint på Brooklyn i New York. Man blev tillsammans med Indiegogo pionjärer med sin internetbaserade finansieringsmodell och har sedan fått flera efterföljare, bland andra Crowdcube, Fundedbyme och GoFundMe. Modellen går ut på att en entreprenör registrerar och presenterar sitt tilltänkta projekt på sajten. Därefter kan investerare eller potentiella framtida kunder sponsra med pengar för att finansiera tjänsten eller produkten som projektet ska ta fram.

## Modell
På Kickstarters webbplats skapar entreprenören en sida där han eller hon beskriver sig själv och sitt projekt. Kickstarterprojektet ska ha ett tydligt syfte, ett deadline-datum och en målsumma. Målsumman är de pengar som entreprenören behöver samla in för att lyckas med sitt angivna projekt. Därefter kan entreprenören marknadsföra sin sida till omvärlden, ofta i sociala medier, i syfte att väcka investeringsintresse hos sponsorer (backers på engelska). Om sponsorn gillar projektidén kan de förbinda sig (engelska pledge) att sponsra projektet med en summa pengar för att hjälpa till att förverkliga idén. Projektskaparen erbjuder sponsorn en inblick i projektet samt olika belöningar (rewards) till dem som väljer att sponsra. Om målsumman uppnåtts vid deadline dras pengar från sponsorernas kreditkort, om inte blir ingen debiterad. Kickstarter har valt denna "allt-eller-inget"-modell för att minska risken både för entreprenören och för sponsorerna, samt för att motivera sponsorerna att sprida ordet då projektet annars inte kommer att se dagens ljus.
Kickstarter tar ut en avgift på fem procent av målsumman om projektet uppnår sitt finansieringsmål. Sedan starten 26 april 2009 har Kickstarter räknat in över 66 000 lyckade projekt, och mer än en miljard US-dollar har sammanlagt samlats in från sponsorer och distribuerats till projekten.

## Projekt
Kickstarterprojekt presenteras i kategorierna konst, serier, hantverk, dans, design, mode, film & video, mat, spel, journalistik, musik, fotografi, bokutgivning, teknik och teater. Projekten som skapas måste uppfylla följande regler:
1. Projektet måste producera något som är avsett att delas med andra
2. Projektet måste presenteras tydligt och ärligt
3. Välgörenhetsprojekt är inte tillåtet

### Omskrivna projekt (urval)
- Goldieblox - en leksak som inspirerar unga flickor att experimentera med teknik
- Oculus Rift - ett speltillbehör
- Pebble - en smart klocka
- Inocente - en dokumentärfilm som belönades med en Oscar
- TPB AFK - en dokumentärfilm som skildrar grundarna av fildelningssidan The Pirate Bay
- Veronica Mars - en långfilm baserad på TV-serien med samma namn

### Mest framgångsrika projekt
| Rank | Projektnamn                                                | Skapare                   | Kategori      | % finansierat | Slutsumma i US-dollar | Antal sponsorer | Slutdatum         |
| ---- | ---------------------------------------------------------- | ------------------------- | ------------- | ------------- | --------------------- | --------------- | ----------------- |
| 1    | Surprise! Four Secret Novels by Brandon Sanderson          | Dragonsteel Entertainment | Böcker        | 4175          | 41754153              | 185341          | 31 mars 2022      |
| 2    | Pebble Time - Awesome Smartwatch, No Compromises           | Pebble Technology         | Produktdesign | 4067          | 20336930              | 78463           | 28 mars 2015      |
| 3    | Coolest Cooler: 21st Century Cooler that's Actually Cooler | Ryan Grepper              | Produktdesign | 26570         | 13285226              | 62642           | 30 augusti 2014   |
| 4    | Frosthaven                                                 | Cephalofair Games         | Brädspel      | 2594          | 12969608              | 83193           | 1 maj 2020        |
| 5    | Pebble 2, Time 2 + All-New Pebble Core                     | Pebble Technology         | Produktdesign | 1278          | 12779843              | 66673           | 30 juni 2016      |
| 6    | Kingdom Death: Monster 1.5                                 | Kingdom Death/Adam Poots  | Brädspel      | 12393         | 12393139              | 19264           | 7 januari 2017    |
| 7    | EcoFlow DELTA Pro: The Portable Home Battery               | EcoFlow                   | Hardware      | 12180         | 12179651              | 3199            | 13 september 2021 |
| 8    | Travel Tripod by Peak Design                               | Peak Design               | Produktdesign | 2429          | 12143435              | 27168           | 13 december 2019  |
| 9    | Critical Role: The Legend of Vox Machina Animated Special  | Critical Role Productions | Film          | 1518          | 11385449              | 88887           | 19 april 2019     |
| 10   | Pebble: E-Paper Watch for iPhone and Android               | Pebble Technology         | Produktdesign | 10266         | 10266845              | 68929           | 18 maj 2012       |